# وطنا (أنزان الغربي)
وطنا (بالفارسية: وطنا) هي قرية تقع في إيران في قسم أنزان الغربي الريفي. يقدر عدد سكانها بـ 364 نسمة بحسب إحصاء 2016.